# داوید تروئبا
داوید تروئبا (اسپانیایی: David Trueba‎؛ زادهٔ ۱۰ سپتامبر ۱۹۶۹) بازیگر، کارگردان، فیلم‌نامه‌نویس و نویسنده اهل اسپانیا است.
وی برادرِ کارگردانِ مشهورِ اسپانیا «فرناندو تروئبا» است.
از فیلم‌ها یا برنامه‌های تلویزیونی که وی در آن نقش داشته است، می‌توان به کیسه هوا و فراموش خواهیم شد اشاره کرد.